# Human Powered Health/Saison 2022
Dieser Artikel beschreibt die Mannschaft und die Siege des Radsportteams Human Powered Health in der Saison 2022.

## Mannschaft
| Teamkader 2022          | Teamkader 2022    | Teamkader 2022     | Teamkader 2022                        |
| Name                    | Geburtsdatum      | Land               | Vorheriges Team                       |
| ----------------------- | ----------------- | ------------------ | ------------------------------------- |
| Kristian Aasvold        | 30. Mai 1995      | Norwegen           | Team Coop (2021)                      |
| Stephen Bassett         | 27. März 1995     | Vereinigte Staaten | Wildlife Generation p/b Maxxis (2019) |
| Nathan Brown            | 7. Juli 1991      | Vereinigte Staaten | EF Education First (2019)             |
| Robin Carpenter         | 20. Juni 1992     | Vereinigte Staaten | Holowesko Citadel Racing Team (2017)  |
| Pier-André Côté         | 24. April 1997    | Kanada             | Silber Pro Cycling (2018)             |
| Arvid de Kleijn         | 21. März 1994     | Niederlande        | Riwal Securitas (2020)                |
| Adam de Vos             | 21. Oktober 1993  | Kanada             | H&R Block (2015)                      |
| Chad Haga               | 26. August 1988   | Vereinigte Staaten | Team DSM (2021)                       |
| Gage Hecht              | 18. Februar 1998  | Vereinigte Staaten | Aevolo (2021)                         |
| August Jensen           | 29. August 1991   | Norwegen           | Delko (2021)                          |
| Colin Joyce             | 6. August 1994    | Vereinigte Staaten | Axeon-Hagens Berman (2016)            |
| Ben King                | 22. März 1989     | Vereinigte Staaten | NTT Pro Cycling (2020)                |
| Wessel Krul             | 28. Januar 2000   | Niederlande        | SEG Racing Academy (2021)             |
| Gavin Mannion           | 24. August 1991   | Vereinigte Staaten | UnitedHealthcare (2018)               |
| Kyle Murphy             | 5. Oktober 1991   | Vereinigte Staaten | Cylance (2017)                        |
| Joey Rosskopf           | 5. September 1989 | Vereinigte Staaten | CCC Team (2020)                       |
| Keegan Swirbul          | 2. September 1995 | Vereinigte Staaten | Ljubljana Gusto Santic (2020)         |
| Nickolas Zukowsky       | 3. Juni 1998      | Kanada             | Floyd's Pro Cycling (2019)            |
|                         |                   |                    |                                       |
| Quelle: ProCyclingStats |                   |                    |                                       |

## Siege
| Siege    | Siege                                                      | Siege              | Siege  | Siege           | Siege |
| Datum    | Rennen                                                     | Staat              | Klasse | Sieger          |       |
| -------- | ---------------------------------------------------------- | ------------------ | ------ | --------------- | ----- |
| 20. Mär. | Grand Prix Criquielion                                     | Belgien            | 1.2    | Pier-André Côté |       |
| 3. Mai   | 4 Jours de Dunkerque, 1. Etappe                            | Frankreich         | 2.Pro  | Arvid de Kleijn |       |
| 26. Jun. | US-amerikanische Meisterschaften, Straßenrennen der Männer | Vereinigte Staaten | CN     | Kyle Murphy     |       |
| 26. Jun. | Kanadische Meisterschaften, Straßenrennen Männer           | Kanada             | CN     | Pier-André Côté |       |